# Гауденций (епископ Брешии)
Гауденций  (лат. Gaudentius, итал. San Gaudenzio di Brescia; умер в 410, Брешиа, Италия) — святой Римско-католической церкви, епископ Брешии с 387 по 410 год, автор многочисленных писем и проповедей.

## Биография
Гауденций был преемником святого Филастрия, у которого он учился. Когда в 387 году умер Филастрий, то верующие Брешии избрали Гауденция своим епископом. После смерти Филастрия Гауденций совершил паломничество в Иерусалим. Жители Брешии дали клятву не принимать другого епископа, кроме Гауденция, что вынудило Гауденция вернутся в Брешию против своей воли. Восточные епископы также угрожали ему лишением евхаристического общения, если он не подчиниться решению народа. Из своего паломничества в Палестину Гауденций привез мощи святого Иоанна Крестителя, апостолов, сорока мучеников Севастийских и сорока мучеников Кесарийских.
В 387 году Гауденций был рукоположен в епископа Амвросием Медиоланским. Гауденций был другом Иоанна Златоуста, с которым он познакомился в Антиохии. В 405 году Гауденций находился в составе папской делегации, которую направил Римский папа Иннокентий I для защиты Иоанна Златоуста от византийского императора Флавия Аркадия, обвинившего Иоанна Златоуста в ереси и сославшего его в ссылку. Гауденций и два его спутника столкнулись на пути в Византию с многочисленными трудностями на пути в Константинополь. В начале своего путешествия они были схвачены в Афинах и отправлены в Константинополь на судне без еды и питья. Им не позволили войти в Константинополь и они высадились на берег во Фракии. Делегация была заключена в тюрьму. Во время встречи с Аттиком Константинопольским, заменившим Иоанна Златоуста на епископской кафедре, тот пытался подкупить папскую делегацию. Через некоторое время делегация была отправлена обратно в Италию, причём на корабле не пригодном для плавания в открытом море. Несмотря на неудачную миссию папской делегации, Иоанн Златоуст направил благодарственное письмо Гауденцию. Христианский писатель и ученик Иоанна Златоуста Палладий Еленопольский в своем сочинении «Диалог» (Dialogus, 4) описал это путешествие Гауденция в Византию.
Гауденций написал двадцать один богословский трактат, множество проповедей, десять из которых сохранились. Его пасхальные проповеди были записаны по просьбе одного из горожан Брешии, который из-за болезни не мог присутствовать на его проповедях в храме. Мощи Гауденция хранятся в Брешии в соборе Сан-Джованни.